# جون كاسر
جون كاسر (بالإنجليزية: John Kassir) هو ممثل أمريكي، ولد في 24 أكتوبر 1957 ببالتيمور في الولايات المتحدة.

## أعمال

### أفلام
- (1995) بوكاهونتاس[4][5][6][7]
- (1995) كاسبر[8][9]
- (2009) الأميرة والضفدع[10][11][12][13][14]
- (2009) سباق إلى جبل ساحرة[15]
- (2011) السنافر
- (2013) جاك قاتل العمالقة[16]
- (2015) المينيون[17][18]
- (2016) تنين بيت[19][20]

### مسلسلات
- برنامج أماندا
- روكيت باور
- ريك ومورتي
- سلاحف النينجا
- التحقيق في موقع الجريمة
- كاسل
- كولد كيس

## وصلات خارجية
- جون كاسر على موقع IMDb (الإنجليزية)
- جون كاسر على موقع ألو سيني (الفرنسية)
- جون كاسر على موقع ميوزك برينز (الإنجليزية)
- جون كاسر على موقع أول موفي (الإنجليزية)
- جون كاسر على موقع قاعدة بيانات برودواي على الإنترنت (الإنجليزية)
- جون كاسر على موقع قاعدة بيانات الأفلام السويدية (السويدية)
- جون كاسر على موقع إن إن دي بي (الإنجليزية)
- جون كاسر على موقع ديسكوغز (الإنجليزية)
- جون كاسر على موقع قاعدة بيانات الفيلم (الإنجليزية)
- جون كاسر على موقع كينوبويسك (الروسية)